# Alexander Brunou

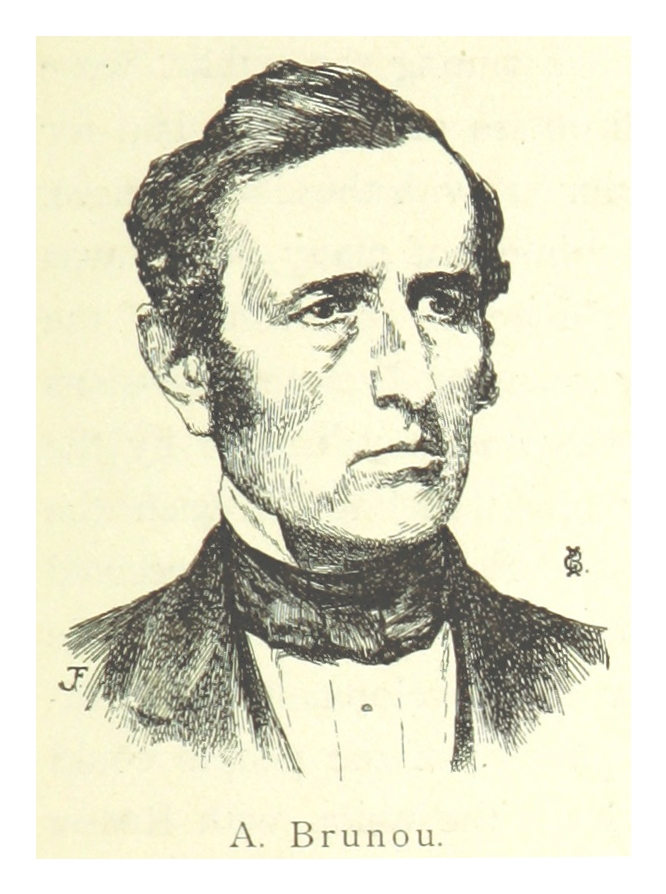
Alexander Brunou.

Alexander August Brunou, född 15 april 1821 i Mola, död 19 oktober 1887 i Helsingfors, var en finländsk senator. 
Brunou blev student 1838 och inskrevs 1846 såsom auskultant i Viborgs hovrätt, där han 1863 blev assessor och 1868 hovrättsråd. Han tog 1869 avsked, var därefter, till 1872, ledamot i Föreningsbankens i Finland centralstyrelse och utnämndes 1872 till senator i justitiedepartementet. Vid Uppsala universitets jubelfest 1877 kreerades han till juris hedersdoktor. 
Brunou var ledamot av flera av regeringen tillsatta kommittéer och sekreterare i lagutskottet vid 1867 års lantdag. Såsom senator gjorde han sig gällande inte endast i rättskipningsangelägenheter, utan även i frågor av allmän politisk natur. Han redigerade en mängd från senaten till högsta ort avgivna betänkanden. Han var liberal, med svenska sympatier i språkfrågan.
Brunou ingick 1856 äktenskap med Pauline Dammert (1835–71) som uppvaktats av bland andra Karl XV och kallades "hertiginnan av Finland". Hon avled efter sitt åttonde barns födelse.